# Il colore della menzogna
Il colore della menzogna (Au cœur du mensonge) è un film del 1999 diretto da Claude Chabrol.

## Trama
In Bretagna, tra Saint-Malo e Cancale, un commissario di polizia indaga sulla morte di una bambina, violentata e strangolata, e sul decesso, avvenuto in circostanze sospette, di uno scrittore, divo dei talk show. Protagonista del film è un pittore zoppo, René, che vive un tormentato rapporto con la moglie Vivianne, medico condotto. Il dramma della bambina porterà a intessere una rete di sospetti che coinvolgerà reciprocamente tutti i personaggi; ciascuno sospetta dell'altro, e ciascuno ha qualcosa da nascondere, ma spesso si tratta di colpe indipendenti l'una dall'altra. Alla fine, in un degrado assoluto che ha molte cause - l'ipocrisia, l'ingiustizia sociale, il bigottismo, l'emarginazione - solo l'amore che unisce i due coniugi sembra riuscire a sopravvivere alla tempesta che si è abbattuta sulla costa bretone, come si abbatte quotidianamente in ogni luogo e su ogni persona.